# Togo az olimpiai játékokon
Togo 1972-ben vett részt első alkalommal az olimpiai játékokon, és azóta minden nyári olimpiára küldött sportolókat, kivéve 1976-ban és 1980-ban. A téli olimpiai játékokon először 2014-ben vett részt.
Togo első olimpiai érmét Benjamin Boukpeti szerezte a 2008-as pekingi olimpián vadvízi kajakozásban (szlalom).
A Togói Nemzeti Olimpiai Bizottság 1963-ban jött létre, a NOB 1965-ben vette fel tagjai közé, a bizottság jelenlegi elnöke Zoumaro Gnofame.

## Érmesek
| Érem  | Sportoló(k)       | Olimpia      | Sportág    | Versenyszám                 |
| ----- | ----------------- | ------------ | ---------- | --------------------------- |
| Bronz | Benjamin Boukpeti | 2008, Peking | Kajak-kenu | Szlalom - Férfi kajak egyes |

## Éremtáblázatok

### Érmek a nyári olimpiai játékokon
| Olimpia              | Arany          | Ezüst          | Bronz          | Összesen       |
| 1972, München        | 0              | 0              | 0              | 0              |
| 1976, Montréal       | nem vett részt | nem vett részt | nem vett részt | nem vett részt |
| 1980, Moszkva        | nem vett részt | nem vett részt | nem vett részt | nem vett részt |
| 1984, Los Angeles    | 0              | 0              | 0              | 0              |
| 1988, Szöul          | 0              | 0              | 0              | 0              |
| 1992, Barcelona      | 0              | 0              | 0              | 0              |
| 1996, Atlanta        | 0              | 0              | 0              | 0              |
| 2000, Sydney         | 0              | 0              | 0              | 0              |
| 2004, Athén          | 0              | 0              | 0              | 0              |
| 2008, Peking         | 0              | 0              | 1              | 1              |
| 2012, London         | 0              | 0              | 0              | 0              |
| 2016, Rio de Janeiro | 0              | 0              | 0              | 0              |
| 2020, Tokió          | 0              | 0              | 0              | 0              |
| 2024, Párizs         | 0              | 0              | 0              | 0              |
| Összesen             | 0              | 0              | 1              | 1              |

## Érmek sportáganként

### Érmek a nyári olimpiai játékokon sportáganként
| Togo érmei a nyári olimpiai játékokon sportáganként | Togo érmei a nyári olimpiai játékokon sportáganként | Togo érmei a nyári olimpiai játékokon sportáganként | Togo érmei a nyári olimpiai játékokon sportáganként | Az olimpiai zászlaja |

| Sportág    | Arany | Ezüst | Bronz | Összesen |
| ---------- | ----- | ----- | ----- | -------- |
| Kajak-kenu | 0     | 0     | 1     | 1        |
| Összesen   | 0     | 0     | 1     | 1        |